# Kliton Bozgo
Kliton Bozgo (ur. 5 grudnia 1971 w Gjirokastrze) – albański piłkarz i trener posiadający także obywatelstwo słoweńskie. W 1990 roku należał do albańskiej reprezentacji U-21, w latach 1993–1997 reprezentant Albanii. W latach 2000 i 2005 został utytułowany królem strzelców słoweńskiej Prvej slovenskiej nogometnej ligi.